# Bérigny

Bérigny este o comună în departamentul Manche, Franța. În 2009 avea o populație de 379 de locuitori.